# Nam Myo-Ho RenGe Kyo

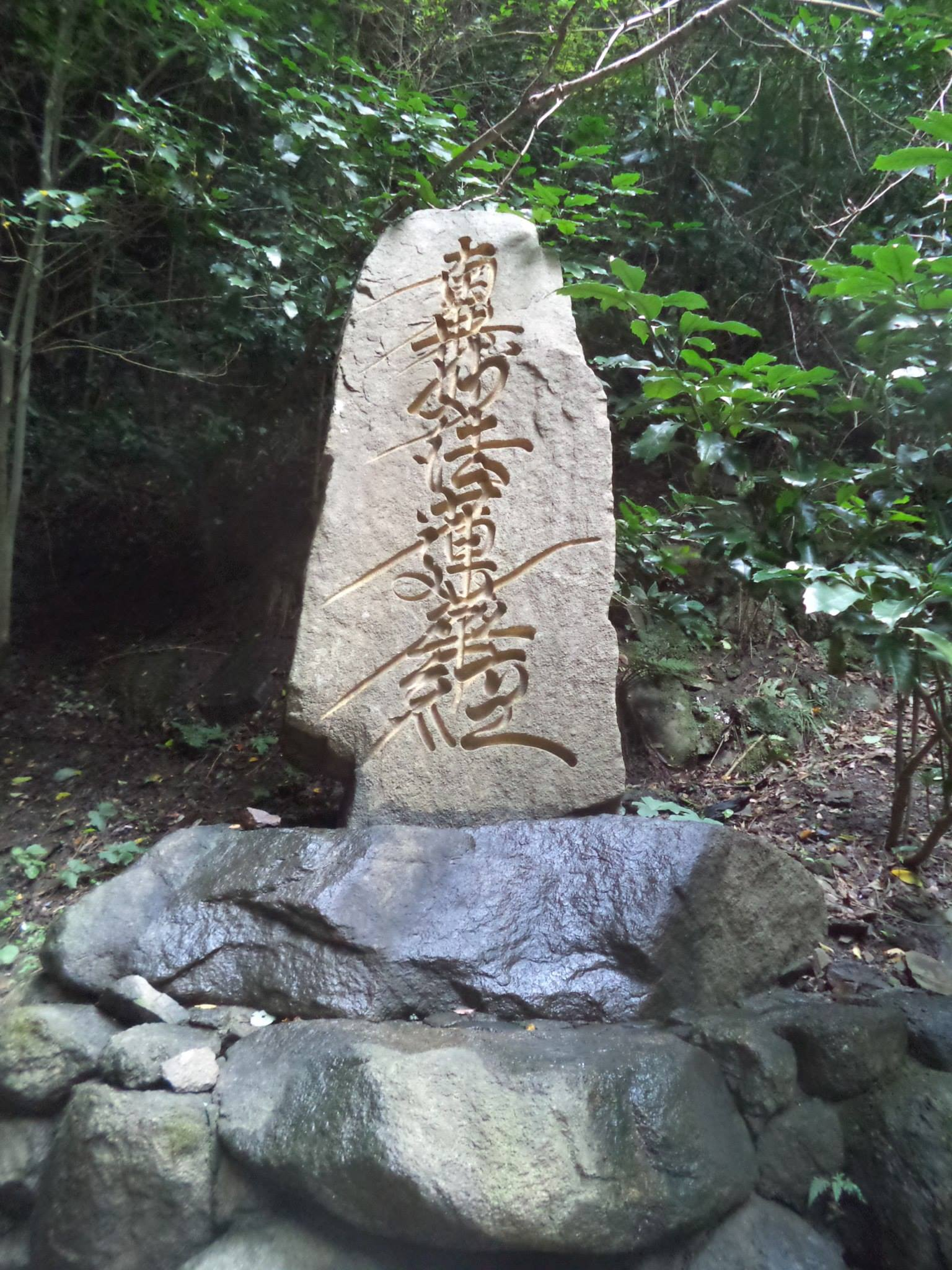
Steen met de Myo-Ho RenGe Kyo

Nam(u) Myo-Ho RenGe Kyo 南無妙法蓮華經, oorspronkelijk Namu Myōhō Renge Kyō (Sanskriet, in de fonetische Japanse uitspraak van de klassieke Chinese karakters): (Zichzelf) Toewijden aan de Mystieke Wet van de Lotus Soetra, ook wel: (Zichzelf) Toewijden aan de Mystieke Wet van Gelijktijdigheid van Oorzaak en Gevolg,  met Nam: Toewijden, Myo-Ho: Mystieke Wet, RenGe: LotusBloem, en Kyo: Soetra, of Leerstelling. Titel van de Lotussoetra. Ook wel: Daimoku.

## Nadere toelichting van de Karakters
Combinatie van de karakters geef deze meerdere betekenissen, en maakt van deze als geheel een veel diepere betekenis - wat blijkt uit de toelichting;
Nam komt van het woord namu, dat ‘jezelf toewijden’ betekent. Nichiren Daishonin vestigde de beoefening van Nam-myoho-renge-kyo als het middel waarmee alle mensen hun leven in harmonie, in het ritme kunnen brengen met de wet van het leven, oftewel dharma. 'Namu staat in het Sanskriet oorspronkelijk voor actie en houding. Het duidt daarmee op de correcte handelingen die men moet verrichten en de houding die men moet ontwikkelen om in dit leven boeddhaschap te bereiken.
Myoho betekent letterlijk Mystieke Wet: de fundamentele waarheid, of fundamenteel beginsel, die ten grondslag ligt aan de mysterieuze werking van het universum en het leven van moment tot moment. Myo duidt op de essentie van het leven zelf, die ‘onzichtbaar’ is en het verstandelijk begrip te boven gaat. Deze essentie komt altijd tot uitdrukking in een tastbare vorm (ho) die met de zintuigen kan worden waargenomen. Verschijnselen ho zijn veranderlijk, maar de constante werkelijkheid waarvan al die verschijnselen doordrongen zijn, heet myo. Myo betekent ook openen, revitaliseren en volledig begiftigd zijn (de Lotussoetra bedoelt hiermee de kwaliteiten die we nodig hebben om het leven te ontwikkelen).
Renge betekent lotusbloem. De lotus bloeit en brengt tegelijkertijd zaad voort, en staat daarom symbool voor de gelijktijdigheid van oorzaak en gevolg; waarmee wordt bedoeld dat de omstandigheden en de kwaliteit van het individuele leven worden bepaald door de oorzaken en gevolgen, zowel goede als slechte. Men kan ze ieder moment opnieuw creëren (door gedachten, woorden en daden). Karma, of de wet van oorzaak en gevolg, bevestigt dat ieder zelf verantwoordelijk is voor zijn of haar eigen leven. Bedoeld wordt is dat ieder mens het eigen leven kan creëren en de kracht bezit om het te veranderen en dat de meest krachtige en positieve oorzaak die men kan leggen het chanten is van Nam-myoho-renge-kyo; het gevolg ervan, boeddhaschap, ontstaat gelijktijdig in het diepst van het leven en zal in de loop der tijd absoluut zichtbaar worden. De metafoor van de lotusbloem; deze groeit en bloeit in een modderige vijver en blijft toch onaangetast en vrij van onzuiverheden. Dit staat symbool voor het opbloeien van boeddhaschap in het leven van een gewoon mens midden in zijn dagelijkse strijd om het bestaan.
Kyo betekent letterlijk soetra, de stem of leer van een boeddha. In die zin duidt het ook op geluid, ritme of trilling. In bredere zin drukt kyo het beginsel uit dat alles in het universum een uitdrukking is van de Mystieke Wet.

## Achtergrond en gebruik
Nichiren-boeddhisme en Soka Gakkai beschouwt dit de hoogste Wet of ware essentie van het leven, die doordringt tot in het hele universum. Nichiren (1222-1282) stelde het reciteren van Nam-myoho-renge-kyo in als de beoefening waarmee men interne boeddhanatuur activeren en toegang krijgen tot het diepste niveau van het leven, daar waar het eigen leven en dat van het universum een zijn. Op 28 april 1253 leerde hij het reciteren van deze woorden voor het eerst aan een kleine groep mensen bij de tempel Seicho-ji in de provincie Awa in Japan. De Soka Gakkai gebruikt deze zinsnede nog steeds door te reciteren in de dagelijkse beoefening:
"Zolang iemand misleid is, wordt hij een gewoon wezen genoemd, maar eenmaal verlicht wordt hij een boeddha genoemd. Net als een doffe spiegel die, wanneer hij wordt opgewreven, zal schitteren als een juweel. Een geest die op dit moment verduisterd wordt door illusies die voortkomen uit de aangeboren duisternis van het leven, is als een doffe spiegel, maar eenmaal opgewreven wordt hij zonder twijfel een heldere spiegel die de wezenlijke aard der verschijnselen en het ware aspect van de werkelijkheid weerspiegelt. Wek een diep geloof op en poets uw spiegel ijverig dag en nacht. Hoe u hem moet poetsen? Alleen door het reciteren van Nam-myoho-renge-kyo."

## Audiofragment
- Audiofragment van Nam Myo-Ho RenGe Kyo